# Volksfürsorge

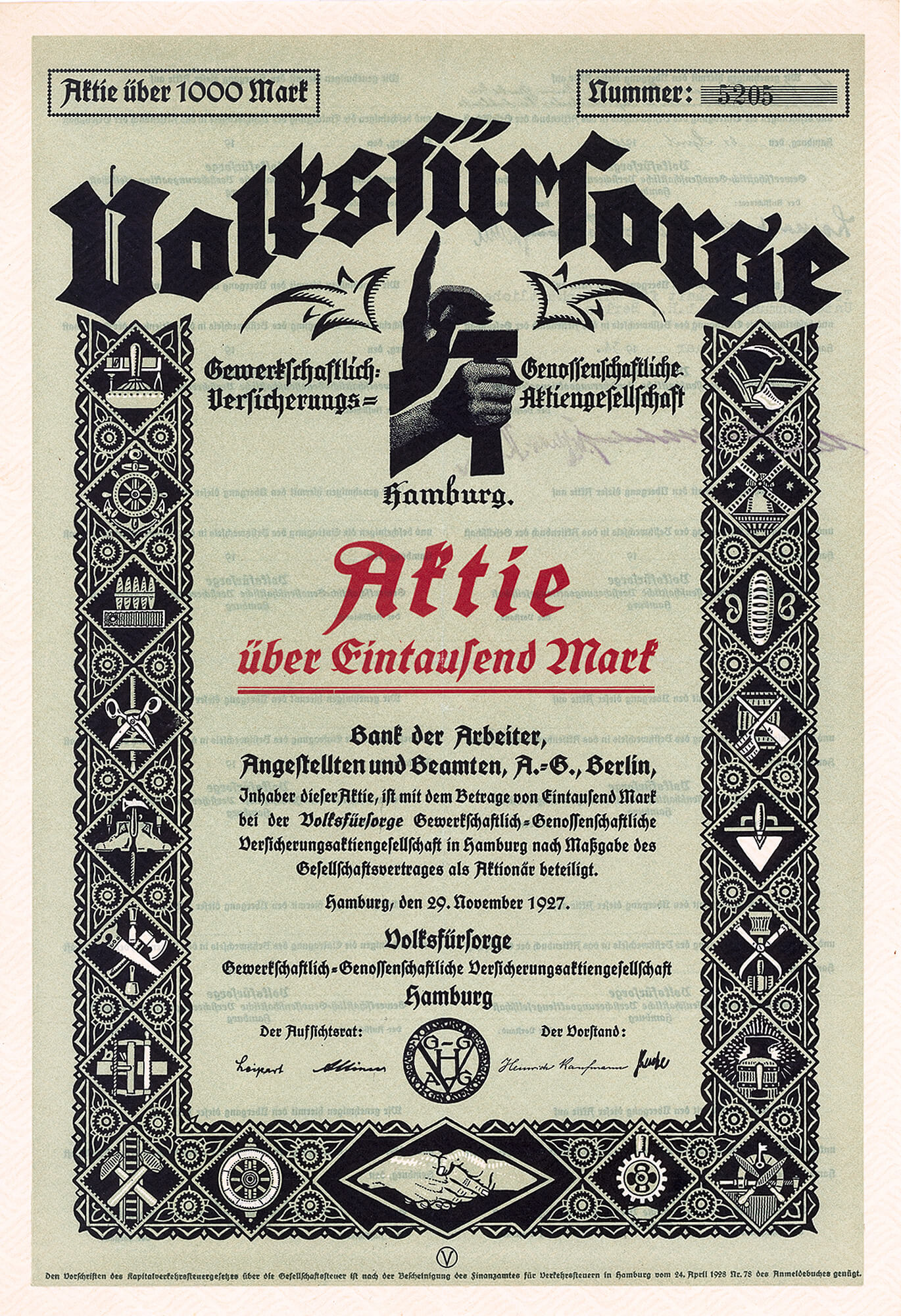
Aktie der „Volksfürsorge Gewerkschaftlich-Genossenschaftliche-Versicherungs-Aktiengesellschaft“;
vom 29. November 1927 mit den faksimilierten Unterschriften von je zwei Aufsichtsratsvorsitzenden und Vorständen

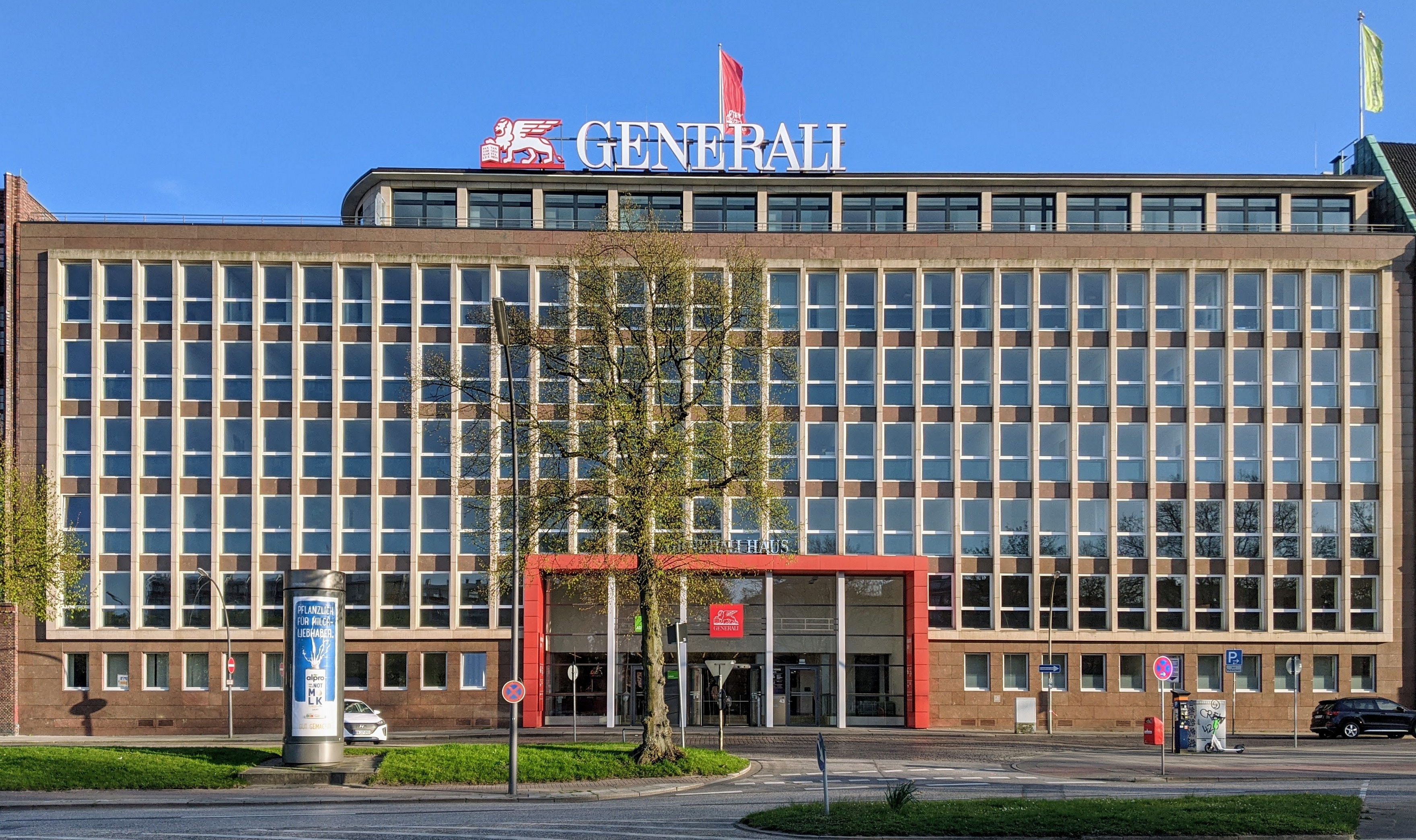
Früheres Verwaltungsgebäude der Volksfürsorge am Besenbinderhof in Hamburg – jetzt Generali Haus (2022)

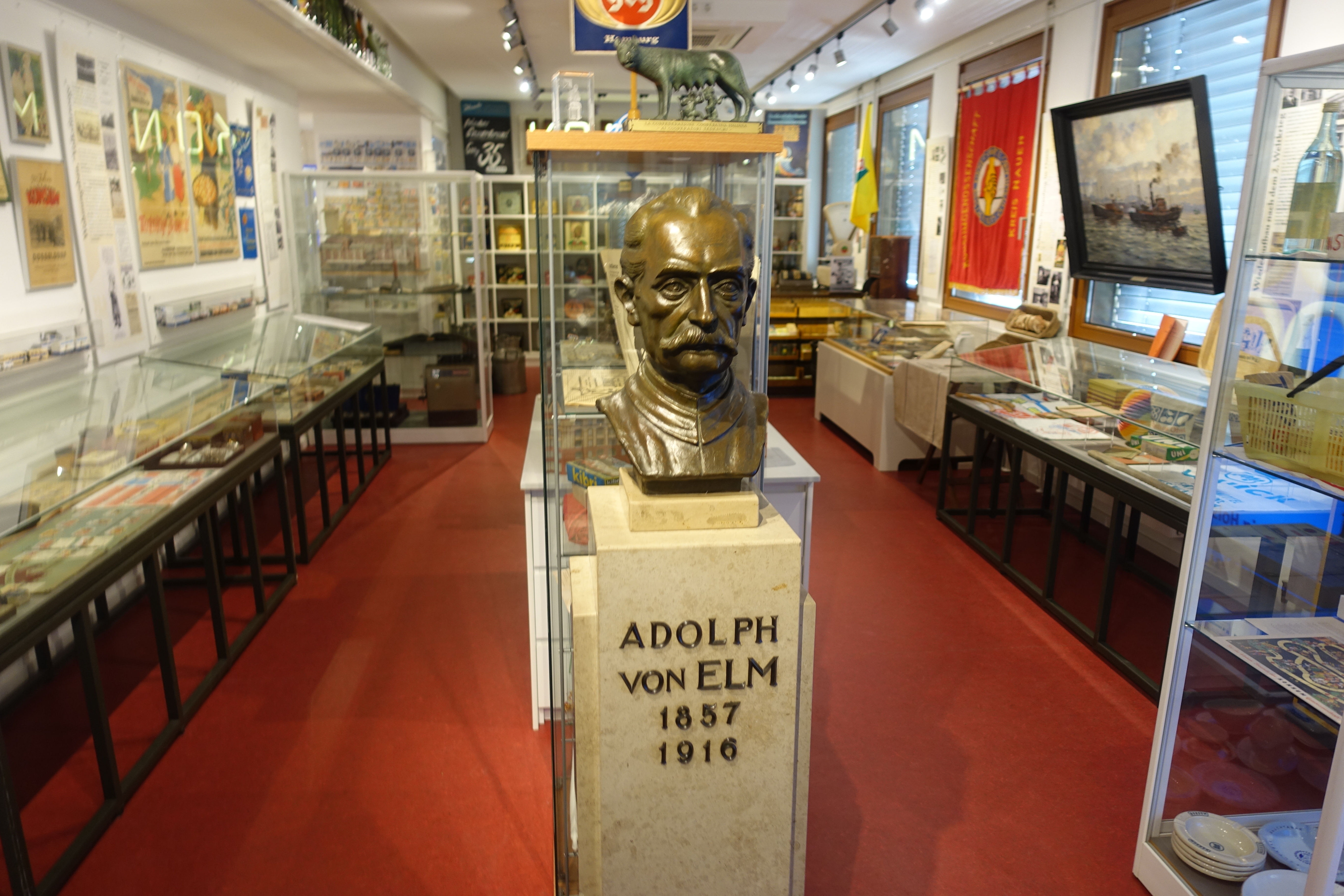
Die Adolph von Elm-Büste stand vor der Hauptverwaltung der Volksfürsorge in Hamburg an der Alster – jetzt im Hamburger Genossenschaftsmuseum

Die Volksfürsorge (auch Alte Volksfürsorge, Volksfürsorge AG, Volksfürsorge Versicherungsgruppe und zuletzt Volksfürsorge Vertriebsgesellschaft) war ein deutsches Versicherungsunternehmen, das 1913 als gewerkschaftlich-genossenschaftliche Aktiengesellschaft Volksfürsorge Lebensversicherung AG in Hamburg gegründet wurde. 1988 mehrheitlich von der damaligen Aachener und Münchener Gruppe übernommen, wurde sie 2009 in eine 100%ige Tochter der Generali Deutschland umgewandelt und als reine Vertriebsgesellschaft fortgeführt. Mit zuletzt rund drei Millionen Kunden gehörte sie zu den großen Vertriebsgesellschaften in Deutschland.
Zum 31. Dezember 2014 wurde sie mit den Generali Versicherungen fusioniert und der Name Volksfürsorge zugunsten der Marke Generali aufgegeben.

## Geschäftsfeld und Organisation
Als reine Vertriebsgesellschaft vermittelte die Volksfürsorge AG zuletzt die Vorsorge- und Finanzprodukte der Generali Versicherungen sowie der Produktpartner aus der Generali Deutschland. Dieses waren die Advocard Rechtsschutzversicherung, die Deutsche Bausparkasse Badenia, die Central Krankenversicherung und Generali Investments.
Insgesamt rund 33.000 Mitarbeiter betreuten in ganz Deutschland die Kunden der Volksfürsorge. Anlaufpunkt für die Verkäufer waren die bundesweit 236 Bezirksdirektionen, die als regionale Standorte von Flensburg bis Freiburg und von Düsseldorf bis Dresden auch für Kunden geöffnet waren. Als vertriebliche Steuerungseinheit fungierten zudem 3 Direktionen Vertrieb (Nordost, Mitte und Süd) und 25 Regionaldirektionen. Hauptsitz des Unternehmens war Hamburg. Von hier aus führte die Volksfürsorge ihre Vertriebsgesellschaft.

## Geschichte

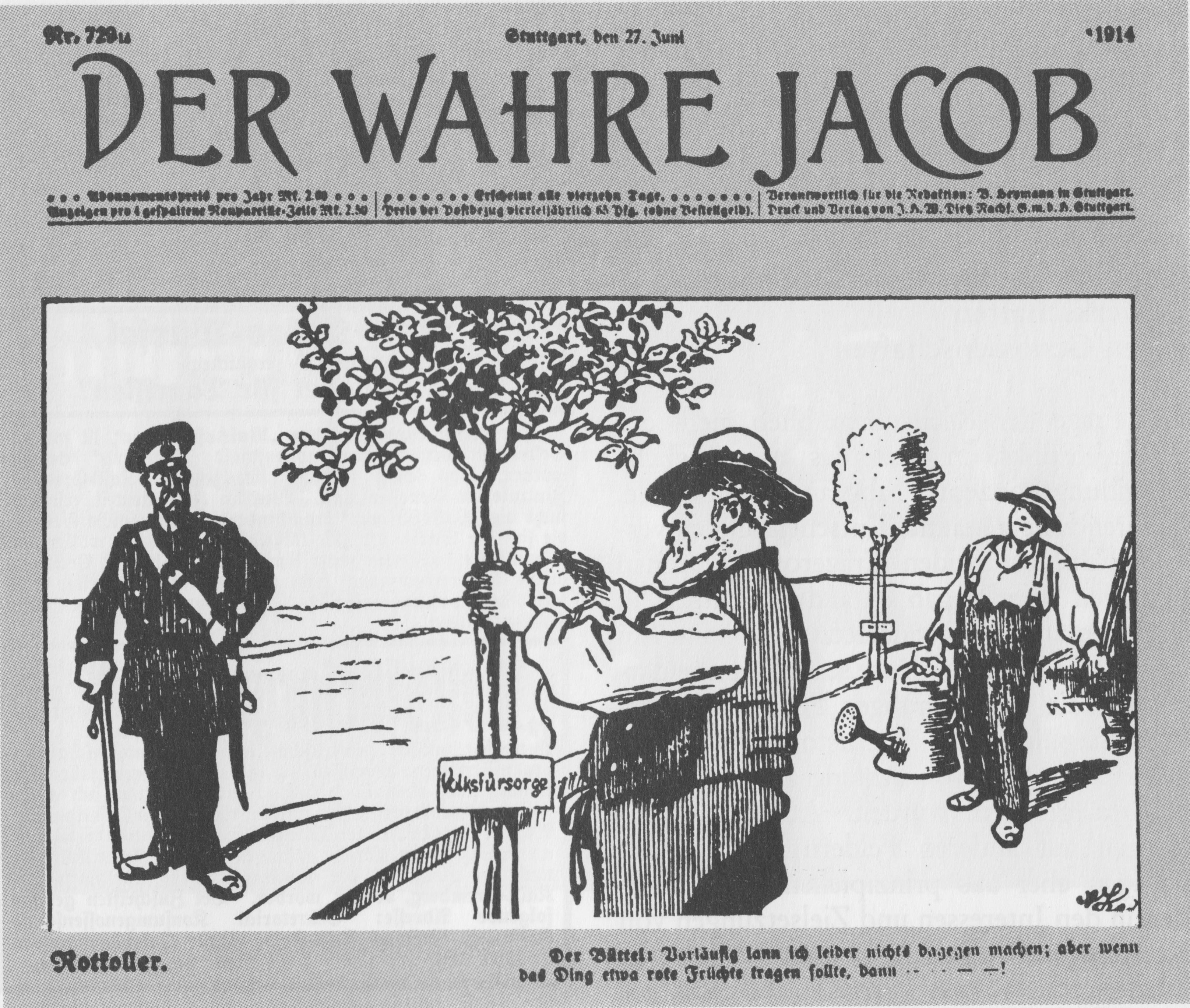
Eine Karikatur aus der Zeitschrift Der wahre Jacob vom 24. Juni 1914 zur Volksfürsorge

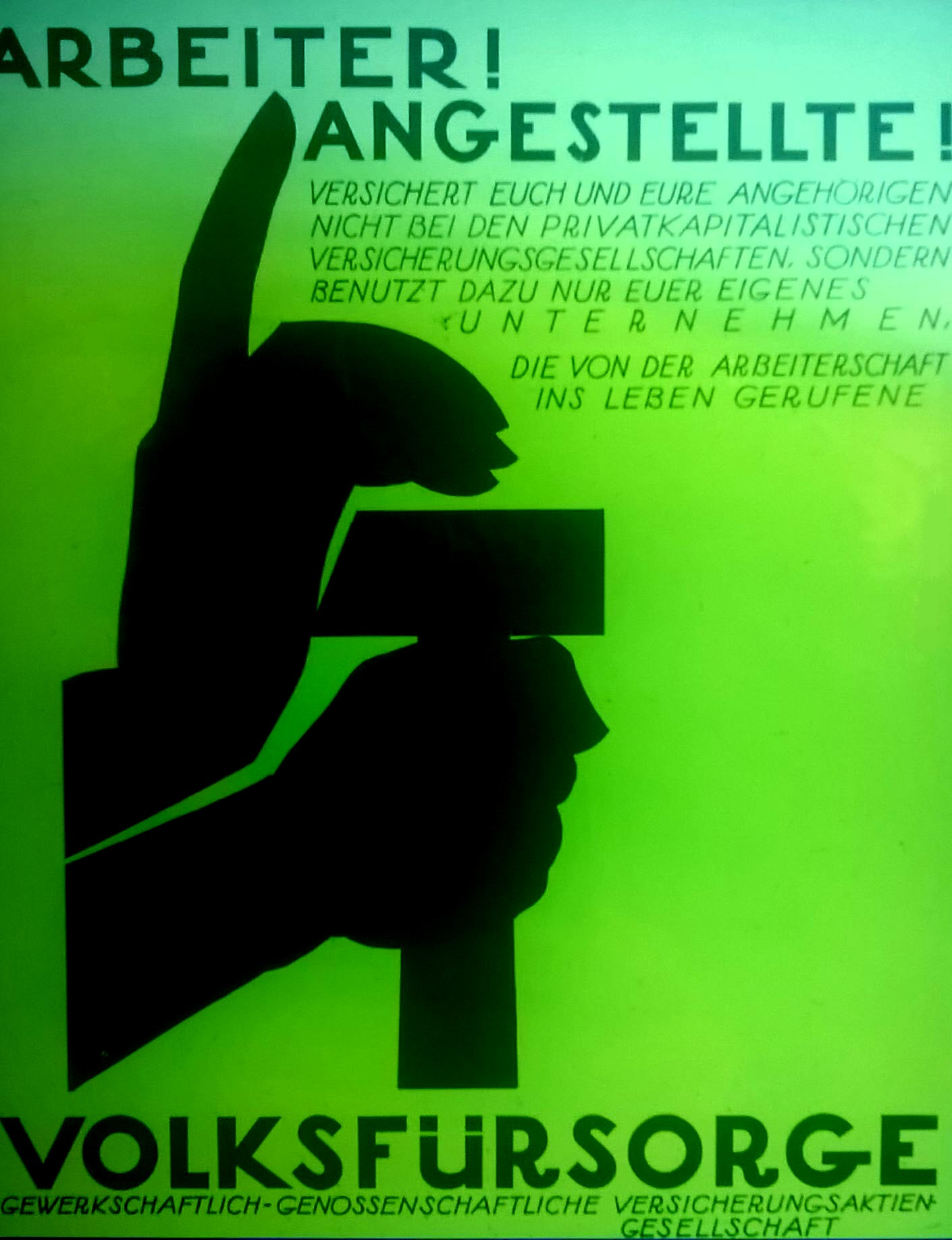
Historisches Werbeplakat der Volksfürsorge (vermutlich vor 1914, Original im Hamburger Genossenschaftsmuseum)

Altes Logo der Volksfürsorge

Die Volksfürsorge Lebensversicherungs AG wurde am 22. Mai 1913 notariell eingetragen und konnte nach aufsichtsbehördlicher Genehmigung ihren Geschäftsbetrieb am 1. Juli 1913 als Gewerkschaftlich-Genossenschaftliche Versicherungsaktiengesellschaft aufnehmen. Das Anfangskapital von 1 Million Mark wurde je zur Hälfte von Gewerkschaften und Konsumgenossenschaften der Hamburger Richtung aufgebracht. Innerhalb von zwei Jahren sind 170.000 Versicherungen mit 24,5 Millionen Mark abgeschlossen worden.
Hintergrund war die Erfahrung, dass die kapitalistischen Versicherungsunternehmen bei den mit den Arbeitern abgeschlossenen Kleinlebensversicherungen so ungünstige Konditionen anboten, dass die Versicherer zwar enorme Profite aus diesen Versicherungen schlugen, der Nutzen für die versicherten Arbeiter aber sehr zweifelhaft war. Das Projekt wurde aus der Versicherungswirtschaft heftig bekämpft, an der Spitze stand dabei der spätere Putschist Wolfgang Kapp („Kapp-Putsch“ 1920). Der Vorteil der Volksfürsorge lag vor allem drin, dass die Versicherung sich keinen teuren Außendienstapparat für den Verkauf der Versicherungspolicen aufbaute, vielmehr die vorhandenen Strukturen der gewerkschaftlichen Vertrauensleute nutze.
Die ersten Geschäftsführer waren 1913 Adolph von Elm und Friedrich Lesche. Adolph von Elm wollte eine Rote Volksversicherung. Aufgrund seiner Erfahrungen bei der Hamburger Spar- und Konsumgenossenschaft Produktion hielt er die Gesellschaftsform insofern für unerheblich, da Gewerkschaften und Genossenschaften genügend Kapital hatten, um eine Volksfürsorge Versicherung in der gesetzlich möglichen und sinnvollen Form zu gründen. Friedrich Lesche sah in der Volksfürsorge AG, trotz der von ihr gewählten Form der AG, ein genossenschaftliches Unternehmen. Die Großeinkaufs-Gesellschaft Deutscher Consumvereine und die Volksfürsorge nannte er in einem Atemzug ihrem Charakter nach sozialistisch. Nach der Machtergreifung der Nationalsozialisten wurden die freien Gewerkschaften 1933 verboten und die Volksfürsorge im Mai 1933 in die Deutsche Arbeitsfront (DAF) eingegliedert. Mit 7,1 Millionen Versicherten stieg sie zur größten deutschen Versicherungsgesellschaft auf. 1936 wurde die Tochtergesellschaft der Volksfürsorge für Sachversicherungen, die „Volksfürsorge Allgemeine Versicherung“ abgespalten und mit der „Deutscher Ring Allgemeine Versicherung AG“ und der „Deutsche Feuerversicherung AG“ zur Deutsche Sachversicherung AG verschmolzen.
Nach dem Krieg mit der Kontrollratsdirektive Nr. 50 wurde sie 1947 als Alte Volksfürsorge wiedergegründet und (in Westdeutschland) in den Besitz der Gewerkschaften und der Konsumgenossenschaftsbewegung zurücküberführt. 1968 hieß sie wieder Volksfürsorge. 1974 wurde die Beteiligungsgesellschaft für Gemeinwirtschaft (BGAG) gegründet, die Hauptaktionär der Volksfürsorge wurde. Die BGAG veranlasste Ende der 1970er Jahre den Kauf und den Umzug in die großen Verwaltungsgebäude am Besenbinderhof in Hamburg der ehemaligen GEG – Großeinkaufs-Gesellschaft Deutscher Konsumgenossenschaften. Damit sollte der konsumgenossenschaftlichen Waren- und Wirtschaftszentrale GEG Kapital zugeführt werden und dort ein Verkaufsgewinn die angeschlagenen Bilanzen stützen.
Nach der fortdauernden Krise der gemeinwirtschaftlichen Unternehmen übernahm 1988 die Aachener und Münchener Beteiligungsgesellschaft und später die AMB Generali die Aktienmehrheit. 2002 beschloss die Hauptversammlung die Herausdrängung (Squeeze-out) der verbleibenden Minderheitsaktionäre, die 2003 ins Handelsregister eingetragen wurde.
Am 28. September 2007 wurde bekannt gegeben, dass die Volksfürsorge Versicherungsgruppe mit der Generali Versicherungsgruppe fusioniert. Der Versicherungsmutterkonzern Generali hat die Hamburger Volksfürsorge mit der weiteren Tochtergesellschaft „Generali Versicherung AG“ zum 31. Dezember 2008 zusammengeführt.
Die Volksfürsorge Bausparkasse AG wurde bereits 1990 aus dem Konzern herausgelöst und in das Beamtenheimstättenwerk (BHW) eingebracht. Dort wurde die Volksfürsorge Bausparkasse AG unter dem neuen Namen „Allgemeines Heimstättenwerk“ (AHW) fortgeführt und ging später in der BHW Bausparkasse AG in Hameln auf.
Am 31. Dezember 2014 wurde die Volksfürsorge kurz nach ihrem 100-jährigen Bestehen zu Gunsten der Generali Versicherungen aufgelöst.